# Barbus lufukiensis
Barbus lufukiensis är en fiskart som beskrevs av Boulenger, 1917. Barbus lufukiensis ingår i släktet Barbus och familjen karpfiskar. IUCN kategoriserar arten globalt som nära hotad. Inga underarter finns listade.